# Радостка (потік)
Радостка (словац. Radôstka) — річка в Словаччині; ліва притока Бистриці. Протікає в округах Жиліна і Чадця.
Довжина — 12.7 км. Витікає в масиві Кисуцькі Бескиди на висоті 900 метрів (на схилі Мравечнік).
Протікає територією сіл Лутіше; Радостка і Стара Бистріца. Впадає у Бистрицю на висоті 470 метрів.